# نهر أنكي
نهر أنكي (بالإندونيسية: Kali Angke or Sungai Angke) هو نهر يقع في جاكرتا عاصمة إندونيسيا، يبلغ طوله 91.25 كيلومتر (56.70 ميل). يتدفق النهر من منطقة بوكور في جاوة الغربية، مروراً بمدينتي تانقيرانغ (بنتن) وجاكرتا إلى بحر جاوة، عن طريق هجرة سينجارينج.

## التسمية
سمي النهر على اسم الأمير توباجوس أنكي من سلطنة بنتن، والذي كان حاكم جاياكارتا في القرن السادس عشر الميلادي. هناك نظرية أخرى هي أن الاسم يشير إلى مذبحة باتافيا عام 1740 حيث تم ذبح 10.000 من السكان الصينيين في المدينة من قبل شركة الهند الشرقية الهولندية، مع إلقاء العديد من الجثث في النهر. آنغ تعني «الأحمر» في لهجة هوكين، والتي يمكن أن تشير إلى الحدث الدامي.

## علم المياه
يبلغ طول النهر الرئيسي 91.25 كيلومتراً (56.70 ميل)، وتبلغ مساحة مستجمعات المياه 480 كيلو متر مربع. يبلغ متوسط هطول الأمطار يوميًا 132 ملم، مع بلوغ ذروة الخصم 290 م3. لا يجف النهر أبدًا على مدار السنة، لأنه يرتبط مباشرةً بمصدر ثابت في أحياء مينتينج دان سيلينديك تيمور في مدينة بوجور في جاوة الشرقية. ومن هناك تتدفق عبر أراضي جنوب تانجيرانج وتانجيرانج وجاكرتا وتصرف إلى بحر جاوة في قرية موار أنكي وبينجارينغان غرب جاكرتا. في المواسم الممطرة يتسبب النهر سنويًا في فيضانات محلية، عادةً في مناطق بينانغ وسيبوندو وسيليدوغ (جميعها في تانجيرانج) وجوغلو وكيمبانجان وراوا بويا ودوري كوسامبي وسنغكارينج (كلها في غرب جاكرتا).

## الجغرافيا
يتدفق النهر في المنطقة الشمالية الغربية من جاوة مع مناخ الغابات المطيرة الاستوائية في الغالب (المعينة باسم إيه إف في تصنيف مناخ كوبن - جيجر). متوسط درجة الحرارة السنوي في المنطقة هو 27 درجة مئوية. أكثر الشهور دفئًا هو شهر مارس، عندما يكون متوسط درجة الحرارة حوالي 30 درجة مئوية، وأكثر الشهور برودة هو شهر مايو عند 26 درجة مئوية. يبلغ متوسط هطول الأمطار السنوي 3674 ملم. الشهر الأكثر جفافًا هو ديسمبر بمعدل قدره 456 ملم من الأمطار، وأكثر الشهور جفافًا هو سبتمبر مع 87 ملم من الأمطار.